# Gregori Lavilla i Vidal
Gregori Lavilla i Vidal   (Vandellòs i l'Hospitalet de l'Infant, 29 de setembre de 1974) és un pilot de motociclisme català. Ha competit al Mundial de motociclisme (temporada completa en categoria de 250cc, i a temps parcial en 500cc i MotoGP) i s'ha especialitzat en competicions de Superbike (SBK), havent participat al campionat del món, al britànic (en fou Campió l'any 2005) i al d'Espanya (Campió el 1994 en categoria Supersport).
La temporada de 2008 disputà el mundial de Superbike amb l'equip Ventaxia Honda, acabant-hi en 12a posició, i el 2009 en disputà quatre rondes amb el Guandalini Racing Ducati, després d'incorporar-s'hi a mitjan maig.

## Trajectòria
Un cop havent guanyat el Campionat estatal de 1994, Lavilla debutà al Mundial de motociclisme la temporada de 1995. Fou subcampió d'Alemanya de Superbikes el 1997 pilotant una Ducati. L'any 1998 debutà al Mundial de Superbike, disputant-lo sencer amb una Ducati privada i aconseguint-hi dos podis. També feu una aparició única al Gran Premi d'Alemanya de 500cc amb l'equip Movistar Honda de Sito Pons.
Entre els anys 1999 i 2001 formà part de l'equip oficial de fàbrica de Kawasaki, acabant vuitè en la general el 1999 (tot i patir moltes caigudes, cinc de les quals, seguides) i desè el 2000 (malgrat perdre's quatre rondes per lesió). El 2001 millorà força, arribant a assolir el segon lloc entre els pilots oficials a la primera cursa de Sugo.

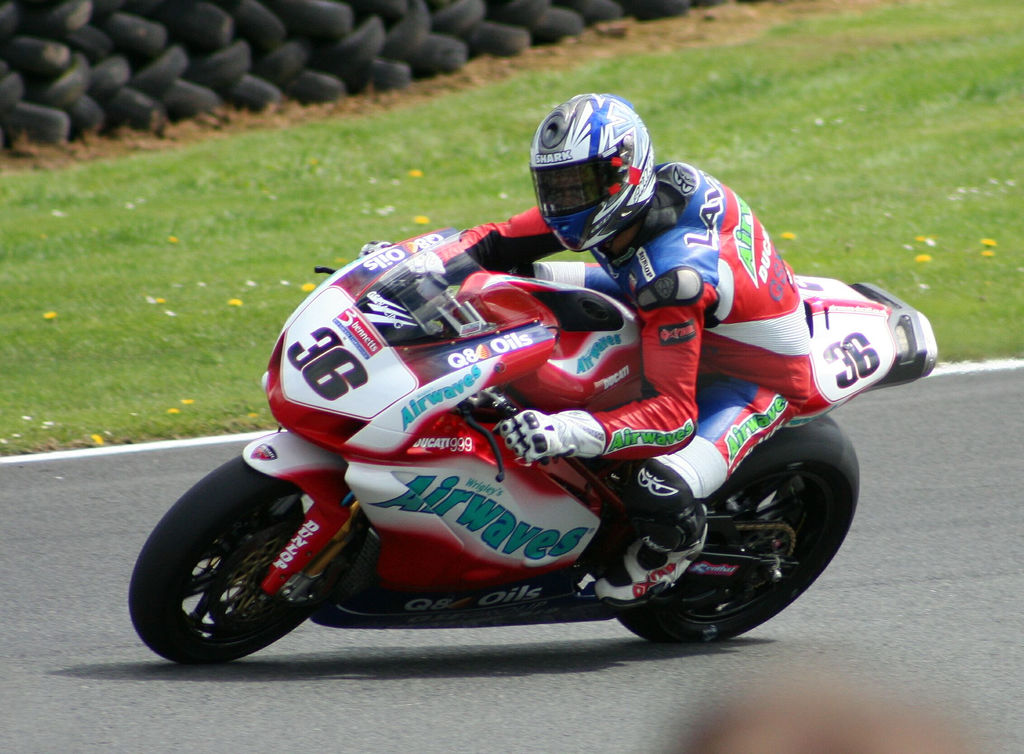
Al Campionat Britànic de SBK el 2005

Del 2002 al 2003 va córrer per a Suzuki, fent el que podia amb una V-Twin certament inferior a les Ducati 1000cc (i a l'Honda de Colin Edwards el 2002), acabant cinquè en la general l'any 200, amb 19 curses acabades entre els sis primers, incloent-hi set podis (i encara cap victòria). Suzuki abandonà el mundial de SBK el 2004, i Lavilla es quedà a l'equip com a pilot de proves de fàbrica. Aquell any, substituí Yukio Kagayama en una cursa del Campionat britànic de Superbike (BSB) i disputà quatre curses al Mundial de MotoGP. Al final de la temporada l'equip l'alliberà, deixant-li el camí lliure per a la seva reeixida temporada de 2005. La seva victòria al Campionat Britànic del 2005 fou una gran sorpresa, més i tot tenint en compte que mai hi havia competit abans a temps complet i hi fou admès poc abans de començament de temporada, en principi per a reemplaçar el lesionat James Haydon a l'equip Airwaves Ducati. Va començar amb tanta força que l'equip va optar per retenir-lo. Aviat es va situar per davant del seu company d'equip Leon Haslam, tot enllaçant una ratxa triomfal de 6 victòries i 5 segons llocs finals en onze curses.
L'any 2006 començà encara més fort, amb 6 victòries en les primeres 8 curses. El seu avantatge en la classificació arribà a ésser de 66 punts, però hagué d'abandonar després d'estavellar-se a la dotzena cursa, a Snetterton. El circuit de Croft no li anà gaire bé -un problema tècnic a la primera cursa i una caiguda a la segona- de manera que el seu avantatge anterior minvà fins a només 11 punts sobre Haslam i 20 sobre Ryuichi Kiyonari (de l'equip Honda). Successius problemes li comportaren la pèrdua del lideratge, i al damunt la cursa final fou desastrosa (no puntuà en cap de les dues curses), baixant fins a la tercera posició final al campionat darrere de Kiyonari i Haslam. El seu total de 8 victòries i 10 podis és sorprenent per a "només" un tercer lloc final en aquest campionat.
L'any 2007 el començà de forma espectacular, guanyant les quatre primeres curses, i també la setena. Malauradament, perdé la seva forma inicial i acabà finalment quart a la general. De cara a la temporada de 2008 va tornar al Mundial de SBK pilotant una Honda CBR1000RR per a Ventaxia VK Honda, com a membre de l'equip de Paul Bird. L'equip no estigué a l'altura de les expectatives, però Lavilla va sumar punts en totes les curses tret de dues, arribant al quart lloc en la primera i caòtica cursa a Donington Park, però acabant més sovint entre l'onzena i la quinzena plaça.
Ja el 2009 passà a l'equip Honda Pro Ride (abans Alto Evolution), fins que la pèrdua de patrocini obligà els amos de l'equip a prescindir d'ell i a contractar-lo només a temps parcial. El maig de 2009 entrà a l'equip Guandalini Racing, inicialment amb contracte per a una cursa (per a substituir el lesionat Brendan Roberts), i després ampliant l'acord per a la resta de la temporada. Tot i així, després de quatre rondes (Kyalami, Miller, Misano i Donington), Lavilla fou substituït dins l'equip per l'italià Matteo Baiocco.

## Curiositats
Els seus ídols esportius són Mick Doohan, Wayne Rainey i Lance Armstrong. És solter i viu a l'Hospitalet de l'Infant.

## Resultats al Mundial de motociclisme[8]
| Any   | Categoria | Moto   | Curses | Victòries | Podi | Pole | Fast lap | Punts | Posició |
| ----- | --------- | ------ | ------ | --------- | ---- | ---- | -------- | ----- | ------- |
| 1995  | 250cc     | Honda  | 13     | 0         | 0    | 0    | 0        | 2     | 32è     |
| 1998  | 500cc     | Honda  | 1      | 0         | 0    | 0    | 0        | 5     | 27è     |
| 2004  | MotoGP    | Suzuki | 4      | 0         | 0    | 0    | 0        | 0     | -       |
| Total |           |        | 18     | 0         | 0    | 0    | 0        | 7     |         |